# Pečetní písmo

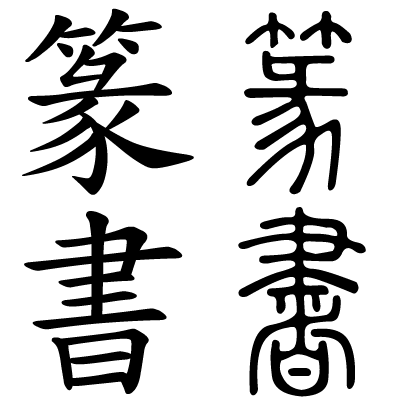
Srovnání vzorového (vlevo) a pečetního (vpravo) písma, nápis „pečetní písmo“.

Pečetní písmo (čínsky v českém přepisu čuan-šu, pchin-jinem zhuànshū, znaky zjednodušené 篆书, tradiční 篆書), je styl písma čínské kaligrafie používaný v období východní Čou a Čchin. Starší fáze pečetního písma je nazývána větší pečetní písmo (čínsky v českém přepisu ta-čuan, pchin-jinem dàzhuàn, znaky 大篆), čchinské písmo je tzv. malé pečetní písmo (čínsky v českém přepisu siao-čuan, pchin-jinem xiǎozhuàn, znaky 小篆).
Místo pojmů pečetní písmo, resp. větší pečetní písmo (který může zahrnovat i nápisy na bronzech) se v moderní sinologii používají určitější termíny písmo Válčících států (čínsky v českém přepisu čan-kuo wen-c’, pchin-jinem zhànguó wénzì, znaky zjednodušené 战国文字, tradiční 戰國文字), resp. písmo šesti států (čínsky v českém přepisu liou-kuo wen-c’, pchin-jinem liùguó wénzì, znaky zjednodušené 六国文字, tradiční 六國文字) v opozici proti čchinskému písmu.

## Historie
Z období Šang a západní Čou jsou doloženy nápisy čínského písma vesměs na bronzových artefaktech. Za východních Čouů význam nápisů na bronzech upadl s tím, jak se psalo především na bambusové úštěpky a hedvábí. Psáno bylo i na kamenné a nefritové destičky (mezistátní smlouvy), kamenné stély, zbraně, vrubovky a cestovní doklady, pečeti. Podle posledních písmo obdrželo i název.

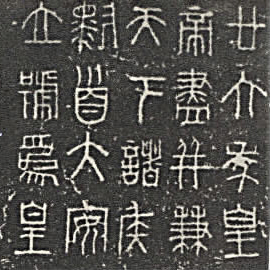
Detail nápisu na čchinském závaží v malém pečetním písmu

Starší, východočouské písmo je tzv. „větší pečetní písmo“. Politická roztříštěnost tehdejší doby (období Jar a podzimů neboli Letopisů, resp. následující období válčících států) spojená s růstem počtu uživatelů písma se projevila v regionální různosti psaní. Přitom si písmo západočínského státu Čchin zachovalo konzervativní ráz bližší čouské tradici. naopak písma zbytku Číny, shrnovaná pod termín „písma šesti států“ se vyvíjela rychleji.
Pro písma Válčících států je charakteristická tendence k používání fonetického principu, tj. používání znaků „bez determinativu“, případně „s jiným determinativem“. Počátky posunu k fonetické slabičné abecedě zastavili zřejmě konfuciánci, jejichž důraz na řád, formulovaný v hesle „nápravy jmen“ byl s psaním různých (stejně znějících) slabik jedním znakem neslučitelný.
Po sjednocení Číny pod vládou státu Čchin (roku 221 př. n. l.) nový režim provedl i reformu písma, jeho zjednodušení a zpravidelnění. Jako oficiální písmo bylo zavedeno „menší pečetní písmo“ vyvíjející se v čchinském státě v průběhu 3. století př. n. l. V chanském období bylo ve státní správě nahrazeno úřednickým písmem. Poté již nebylo v běžném užití, do moderní doby menší pečeť přežívá jako archaizující písmo pečetí, stél, vývěsních tabulí.